# Lippinghauser Bach
Der Lippinghauser Bach ist ein linker Nebenfluss des Düsedieksbachs im Nordosten des deutschen Bundeslandes Nordrhein-Westfalen.

## Geographie
Das Gewässer hat eine Gesamtlänge von 3 km. Das Einzugsgebiet erstreckt sich über einen Teil der Ravensberger Mulde in der Gemeinde Hiddenhausen. Das Gewässer entspringt westlich von Lippinghausen und mündet bei Sundern in den Düsedieksbach (Flusskilometer 1,9).